# Federico Ensslin
Federico Ensslin (Río Branco, Departamento de Cerro Largo, 05 de diciembre de 1982) es un piloto uruguayo de automovilismo de velocidad. Reconocido a nivel nacional e internacional, compitió en categorías de automovilismo de Uruguay y de Argentina, destacándose por competir mayoritariamente con automóviles de la marca Peugeot. Muy conocido por ser un muy buen piloto Nacional e igualmente de destacado en el exterior
Inició su carrera deportiva en motociclismo, hasta concretar su debut en 2008 en la categoría Superturismo de Uruguay. Su debut tuvo lugar en la divisional A1, donde se consagraría campeón en 2009, al comando de un Peugeot 206. En el año 2011 debutaría en el campeonato argentino de Turismo Competición 2000, donde competiría en las tres últimas fechas de esa temporada, reemplazando a su compatriota Daniel Fresnedo. En 2012 correría en TC 2000 (el nuevo campeonato de mejor nivel ante el nuevo Súper TC 2000), compitiendo al comando de un Peugeot 307 del equipo de Oscar Fineschi, obteniendo como resultado la tercera colocación en el campeonato. En la temporada siguiente, competiría en las primeras siete fechas al comando de un Peugeot 408, cambiando para la novena fecha por un Honda Civic VIII de la escudería Pro Rally.
Tras su paso por Argentina, en 2014 realizaría esporádicas apariciones en las categorías Fórmula 4 Uruguaya y Fórmula 4 Sudamericana. Tuvo también participaciones en la Mercedes Challenge de Uruguay y como invitado en el Súper TC 2000 de Argentina. En 2015 volvería a competir en su país, tras ser convocado por el equipo oficial Peugeot para representar de manera oficial a la marca francesa, en el campeonato inaugural del Superturismo by Cosworth.

## Trayectoria
| Año  | Categoría                                      | Automóvil            |
| ---- | ---------------------------------------------- | -------------------- |
| 2008 | Debut en Superturismo A1                       | Peugeot 206          |
| 2009 | Campeón Superturismo A1                        | Peugeot 206          |
| 2010 | Debut en Superturismo Uruguayo                 | Peugeot 207 SW       |
| 2011 | Superturismo Uruguayo                          | Peugeot 207 SW       |
| 2011 | Debut en Turismo Competición 2000. 3 carreras. | Peugeot 307          |
| 2012 | Debut en TC 2000                               | Peugeot 307          |
| 2013 | TC 2000                                        | Peugeot 408          |
| 2013 | TC 2000                                        | Honda Civic VIII     |
| 2013 | Mercedes-Benz Premium Race, 1 carrera          | Mercedes-Benz C-204  |
| 2014 | Fórmula 4 Uruguaya                             | Signature-Fiat       |
| 2014 | Fórmula 4 Sudamericana, 4 carreras             | Signature-Fiat       |
| 2014 | 200 km de Buenos Aires de Súper TC 2000        | Peugeot 408          |
| 2015 | Superturismo by Cosworth                       | Peugeot 208 Cosworth |

- [6]

## Palmarés
| Título  | Categoría                | Automóvil   | Año  |
| ------- | ------------------------ | ----------- | ---- |
| Campeón | Superturismo Uruguayo A1 | Peugeot 206 | 2009 |

## Resultados

### Turismo Competición 2000
| Año  | Equipo             | Auto        | 1  | 2   | 3   | 4   | 5   | 6   | 7  | 8   | 9   | 10  | 11  | 12  | 13  | Res. | Puntos |
| ---- | ------------------ | ----------- | -- | --- | --- | --- | --- | --- | -- | --- | --- | --- | --- | --- | --- | ---- | ------ |
| 2011 |                    |             | GR | SFE | SFE | SMM | SJU | RES | AG | TRH | LPL | TRE | JUN | PDF | PAR | -    | 0      |
| 2011 | Uruguay en Carrera | Peugeot 307 |    |     |     |     |     |     |    |     |     | Ret | Ret |     |     | -    | 0      |

#### Copa de Pilotos Privados
| Año  | Equipo             | Auto        | 1  | 2   | 3   | 4   | 5   | 6   | 7  | 8   | 9   | 10  | 11  | 12  | 13  | Res. | Puntos |
| ---- | ------------------ | ----------- | -- | --- | --- | --- | --- | --- | -- | --- | --- | --- | --- | --- | --- | ---- | ------ |
| 2011 |                    |             | GR | SFE | SFE | SMM | SJU | RES | AG | TRH | LPL | TRE | JUN | PDF | PAR | -    | 0      |
| 2011 | Uruguay en Carrera | Peugeot 307 |    |     |     |     |     |     |    |     |     | Ret | Ret |     |     | -    | 0      |

### TC 2000
| Año  | Equipo          | Auto             | 1   | 2    | 3   | 4   | 5   | 6   | 7   | 8   | 9   | 10  | 11    | 12  | Res. | Puntos |
| ---- | --------------- | ---------------- | --- | ---- | --- | --- | --- | --- | --- | --- | --- | --- | ----- | --- | ---- | ------ |
| 2012 |                 |                  | ROS | SJU  | GR  | OBE | RAF | SMM | RC  | SFE | SAL | PDF |       |     | 3°   | 120    |
| 2012 | Fineschi Racing | Peugeot 307      | 3   | 7    | 4   | 4   | 8   | 8   | 9   | 3   | 7   | 10  |       |     | 3°   | 120    |
| 2013 |                 |                  | RC  | BA I | RAF | AG  | LP  | CON | OLA | ROS | SJO | JUN | BA II | PDF | 11°  | 60     |
| 2013 | DTF Racing      | Peugeot 408 I    | 13† | 2    | 5   | 11  | Ret | Ret | Ex. |     |     |     |       |     | 11°  | 60     |
| 2013 | Pro Rally       | Honda Civic VIII |     |      |     |     |     |     |     |     | 6   | Ret | 11    | NL  | 11°  | 60     |

### Súper TC 2000
| Año  | Equipo      | Auto          | 1   | 2   | 3  | 4   | 5   | 6   | 7   | 8   | 9   | 10  | 11  | 12  | 13  | Res. | Puntos |
| ---- | ----------- | ------------- | --- | --- | -- | --- | --- | --- | --- | --- | --- | --- | --- | --- | --- | ---- | ------ |
| 2014 |             |               | RAF | VIE | AG | ROS | TOA | BA  | RES | SFE | SFE | SJU | TRH | COD | PDF | -    | -      |
| 2014 | Riva Racing | Peugeot 408 I |     |     |    |     |     | Ret |     |     |     |     |     |     |     | -    | -      |